# Арнеберг, Тор
Тор Биргер Арнеберг (норв. Tor Birger Arneberg, 4 сентября 1928, Осло, Норвегия — 23 сентября 2015, Беллэр, штат Флорида, США) — норвежский яхтсмен, серебряный призёр летних Олимпийских игр в Хельсинки (1952).

## Биография
На летних Олимпийских играх в Хельсинки (1952) на яхте «Елизавета Х» стал серебряным призёром в соревнованиях класса килевых яхт 6 mR. Позже эмигрировал в Соединенные Штаты, получив американское гражданство. Был чемпионом США в прыжках с трамплина, выступая за Дартмутский колледж.
Окончил Гарвардскую школу бизнеса. Являлся членом совета лиректоров компании Royal Caribbean Cruise Lines.